# Murtaler Skiberge
Murtaler Skiberge (en allemand: Monts skiables de la vallée de la rivière Mur) est le nom commercial désignant le regroupement de huit stations de ski situées dans les Alpes du centre de l'Autriche, dans le sud-ouest de la Styrie.
Les domaines skiables, cumulant un total de 155 km de pistes desservies par 58 remontées mécaniques, sont reliés entre eux uniquement par la route.
Les stations suivantes sont membres des Murtaler Skiberge :
- Frauenalpe
- Gaal
- Grebenzen
- Hohentauern
- Kreischberg
- Lachtal
- Präbichl
- Turracher Höhe